# Лувсанцэрэнгийн Аюуш
Лувсанцэрэнгийн Аюуш (монг. Лувсанцэрэнгийн Аюуш; 1922, сомон Тугрег аймака Уверхангай — 26 сентября 1945) — монгольский военный, рядовой Монгольской народной армии, пулемётчик. Герой Монгольской Народной Республики (1945).

## Биография
Сын пастуха, сам в молодости пас скот. В 1942 году призван в Монгольскую народную армию. Служил пулемётчиком в мотострелковом батальоне.
В августе 1945 года в составе 7-й мотострелковой бригады сражался против милитаристской Японии. В боях был 11 раз ранен, при этом уничтожив вражескую машину, подавил несколько огневых точек.
26 сентября 1945 года героически погиб в бою с противником.
За проявленный подвиг решением Президиума Великого Народного хурала от сентября 1945 года был удостоен звания Герой Монгольской Народной Республики.